# گرگ وال استریت (کتاب)
گرگ وال استریت (انگلیسی: The Wolf of Wall Street) یک شرح حال نوشتهٔ کارگزار بازار سهام پیشین و معامله‌گر آمریکایی، جردن بلفورت است که نخستین بار در سپتامبر ۲۰۰۷ از طریق بانتم بوکز به چاپ رسید. در سال ۲۰۰۹ نیز دنبالهٔ شرح زندگی‌نامه‌ای بلفورت در کتاب ربودن گرگ وال استریت به چاپ رسید.
فیلمی اقتباسی از این اثر در سال ۲۰۱۳ به کارگردانی مارتین اسکورسیزی و نقش‌آفرینی لئوناردو دی‌کاپریو منتشر شد.